# SC Gelsenkirchen 07
Der SC Gelsenkirchen war ein Sportverein in Gelsenkirchen. Die erste Fußballmannschaft spielte sieben Jahre lang in der höchsten westfälischen Amateurliga.

## Geschichte
Der Verein wurde im August 1907 als SV Viktoria Schalke gegründet. Bei der ersten Mitgliederversammlung im folgenden Jahr wurde die Umbenennung in SV Urania Gelsenkirchen 07 beschlossen. Die Vereinsgründer stammten aus dem Arbeitermilieu. Das Aufnahmegesuch in den Westdeutschen Spiel-Verband (WSV) wurde zunächst abgelehnt. Treibende Kräfte für die Ablehnung des Verbandes waren die Lokalrivalen SuS Schalke 96 und der BV Gelsenkirchen. Erst nachdem die Urania 1912 mit dem Turnclub Bismarck fusionierte kam es zur Aufnahme in den WSV. Kurz vor dem Ende des Ersten Weltkrieges erfolgte die Umbenennung in SC Gelsenkirchen 07.
Im Jahre 1920 gelang dem SC der Aufstieg in die erstklassige Ruhr-Emscher-Kreisliga, wo die 07er auf Anhieb Meister wurde. Bei der folgenden Meisterschaft des Ruhrgaus wurden die Gelsenkirchener Zweiter hinter dem Dortmunder SC 95. In den folgenden Jahren kämpfte der SC mit Union Gelsenkirchen um die sportliche Vorherrschaft in der Stadt. 1925 wurden die 07er um Michel Gogalla Vizemeister der Ruhrgauliga hinter Schwarz-Weiß Essen. Zu dieser Zeit war der spätere Nationalspieler Ernst Kuzorra regelmäßig Gast bei den Heimspielen der 07er. Kuzorras Verein FC Schalke 04 wurde 1926 erstklassig und übernahm die lokale Vorherrschaft. 1929 stiegen die 07er nach einer Entscheidungsspielniederlage gegen den STV Horst-Emscher ab, kehrte aber ein Jahr später durch die Aufstockung der Ruhrbezirksliga wieder in die Erstklassigkeit zurück. Im Jahre 1932 ging es erneut in die Zweitklassigkeit zurück, so dass die Mannschaft die 1933 eingeführte Gauliga Westfalen verpasste.
Nach dem Zweiten Weltkrieg gelang dem SC 07 im Jahre 1947 der Aufstieg in die Landesliga Westfalen, die damals höchste westfälische Amateurliga und erreichte in der Aufstiegssaison den vierten Platz. Ein Jahr später verzichtete der Verein auf einen Platz in der neu eingeführten II. Division und stieg 1950 in die 2. Landesliga ab. Zwei Jahre später ging es in die Bezirksklasse hinunter, ehe 1955 mit dem Abstieg in die Kreisklasse die sportliche Talfahrt stoppte. Erst in den frühen 1960er Jahren erlebte der Verein eine Renaissance, als die 07er nach drei Aufstiegen in Folge 1966 in die Verbandsliga Westfalen aufstiegen und damit in die höchste westfälische Amateurliga zurückkehrten. Im Jahre 1970 ging es hinunter in die Landesliga.
Sechs Jahre später wurde der SC 07 Vizemeister der Landesliga hinter dem VfL Gevelsberg. 1978 wurde die Mannschaft erneut Vizemeister und stieg dank des erhöhten Aufstiegs im Zuge der Einführung der Oberliga Westfalen in die Verbandsliga auf. Nach dem vierten Platz in der Aufstiegssaison 1978/79 ging es für die 07er ins Mittelmaß zurück, ehe 1982 der erneute Abstieg folgte. Finanzielle Probleme sorgten schließlich im Jahre 1984 für die Auflösung des Vereins.

## Persönlichkeiten
- Matthias Herget
- Wilfried Kapteina
- Werner Kisker
- Winfried Mittrowski